# Rijen
Rijen es la mayor población del municipio holandés de Gilze en Rijen, donde está localizado el ayuntamiento del mismo. Rijen está situado al norte de la A58, entre Breda y Tilburgo. En los alrededores se encuentran Dorst, Dongen y Oosterhout. El censo de 2011 indicaba que Rijen superaba los 16.000 habitantes.

## Historia
Rijen fue durante años una aldea de Gilze, perteneciente a la baronía de Breda, con una población mucho menor que la propia Gilze. En 1464, se construyó una capilla dedicada a Santa María Magdalena, que en 1524 se constituiría como parroquia independiente por la aprobación oficial del papa Clemente VI. Hasta 1906 la antigua iglesia se mantuvo en uso, momento en el que fue reconstruida, como una iglesia neogótica, para disponer de un templo de mayor capacidad. Durante el período de 1831 a 1838, en plena revolución belga, un destacamento numeroso de soldados holandeses estuvieron estacionados en Rijen. Unos años más tarde, en 1863, se abrió la estación Gilze-Rijen, proporcionando una gran oportunidad de crecimiento a la industria local, especialmente a la industria del cuero, que creció muy rápido y la ciudad con ella. Tras la destrucción en 1944 del antiguo ayuntamiento ubicado en Gilze, durante la Segunda Guerra Mundial, se reconstruyó uno nuevo y de mayor tamaño en Rijen.

## Transporte público
La estación de ferrocarril de Gilze-Rijen se encuentra al sur de Rijen, ofreciendo trenes regulares en dirección a: Breda, Tilburgo, Hertogenbosch y Utrecht, siendo operada por Nederlandse Spoorwegen. Hay servicio de autobús hacia: Gilze, Tilburgo, Breda, Oosterhout y Dongen; siendo operados por Arriva Personenvervoer Nederland:
- Línea 130: Gilze - Rijen - Tilburg
- Línea 131: Breda - Dorst - Rijen - Gilze - Tilburgo
- Línea 297: Oosterhout - Dorst - Molenschot - Rijen
- Línea 298: 's Gravenmoer - Dongen - Rijen

## Nacidos en Rijen
- Jeroen Blijlevens (n. 1971), ciclista retirado[8]
- Jacques Theeuwes (n. 1944), profesor emérito de economía[9]
- Janus Theeuwes (1886 – 1975), arquero[10]
- Willy van de Wiel (n. 1982), jugador de dardos[11]